# Mario Domann-Käse
Mario Domann-Käse (* 13. Juni 1966 in Alfeld (Leine)) ist ein deutscher Politiker (SPD).

## Biografie

### Ausbildung und Beruf
Käse absolvierte am Gymnasium in Alfeld das Abitur, anschließend eine Ausbildung zum medizinisch-technischen Assistenten an der Universitätsklinik Göttingen. In diesem Beruf war er von 1989 bis 1991 tätig. Danach absolvierte er ein Biologiestudium an der Universität Bremen und erwarb den Abschluss des Diplom-Biologen. 1997 wurde er Wissenschaftlicher Mitarbeiter an der Universität Bremen im Fachbereich Biologie und Chemie, musste diesen Beruf jedoch verlassen, nachdem er in die Bremische Bürgerschaft gewählt wurde.

### Politik
Käse wurde 1984 Mitglied der SPD. Er hatte verschiedene Funktionen in der Arbeitsgemeinschaft der Jungsozialisten sowie hochschulpolitische Funktionen an der Universität Bremen inne. Er war auch Sprecher der Gewerkschaft Erziehung und Wissenschaft an der Universität Bremen. Von 1999 bis 2003 gehörte er der 15. Bremischen Bürgerschaft an. Auch in die 16. Bürgerschaft wurde er gewählt, doch legte er sein Mandat nach kurzer Zeit nieder.